# Portugal nos Jogos Europeus de 2015
Portugal participou nos Jogos Europeus de 2015 com uma delegação de 100 desportistas. Responsável pela equipa nacional foi o Comité Olímpico de Portugal, bem como as federações desportivas nacionais da cada desporto com participação.
O portador da bandeira na cerimônia de abertura foi o atirador João Costa.

## Medalhistas
A equipa de Portugal obteve as seguintes medalhas:
| Nome                                       | Desporto               | Competição     |
| ------------------------------------------ | ---------------------- | -------------- |
| Ouro                                       |                        |                |
| Rui Bragança                               | Taekwondo              | –58 kg M       |
| Marcos Freitas Tiago Apolónia João Geraldo | Ténis de mesa          | Equipa M       |
| Telma Monteiro                             | Judo                   | –57 kg F       |
| Prata                                      |                        |                |
| Fernando Pimenta                           | Piragüismo             | K1 1000 m M    |
| Fernando Pimenta                           | Piragüismo             | K1 5000 m M    |
| João Costa                                 | Tiro                   | Pistola 10 m M |
| João Pedro Silva                           | Triatlo                | Individual M   |
| Bronze                                     |                        |                |
| Beatriz Martins Ana Rente                  | Ginástica em trampolim | Sincronizado F |
| Equipa                                     | Futebol de praia       | Torneio M      |
| Júlio Ferreira                             | Taekwondo              | –80 kg M       |